# Zaib-un-Nissa Hamidullah
Pour les articles homonymes, voir Hamidullah.
Zaib-un-Nissa Hamidullah, née Ali (en ourdou : زیب النساء حمیداللہ ; 25 décembre 1921 – 10 septembre 2000) est une écrivaine et journaliste pakistanaise. Pionnière du féminisme au Pakistan, elle fut la première femme chroniqueur (en anglais), rédactrice en chef et analyste politique de son pays. Une rue porte son nom à Karachi.

## Jeunesse
Zaib-un-Nissa Ali naît en 1921 dans une famille lettrée de Calcutta. Son père, S. Wajid Ali, nationaliste et écrivain, est le premier traducteur en bengali des écrits du célèbre poète ourdou, Muhammad Iqbal. Elle a deux frères et un demi-frère issu du second mariage de sa mère. Elle grandit dans une famille anglo-indienne, qui reçoit les penseurs et philosophes bengalis de l'époque. Elle effectue sa scolarité au couvent de Loreto House. Très jeune, elle commence à écrire, soutenue par sa mère anglaise et son père pakistanais. Enfant solitaire, elle écrit de la poésie pour exprimer ses pensées et ses émotions. Son premier poème est publié dans l'Illustrated Weekly of India  alors qu'elle n'a que 15 ans. Ses visites dans les régions rurales du Bengale et du Pendjab, et notamment à Tajpur, le village natal de son père, influenceront ses écrits.

## Mariage

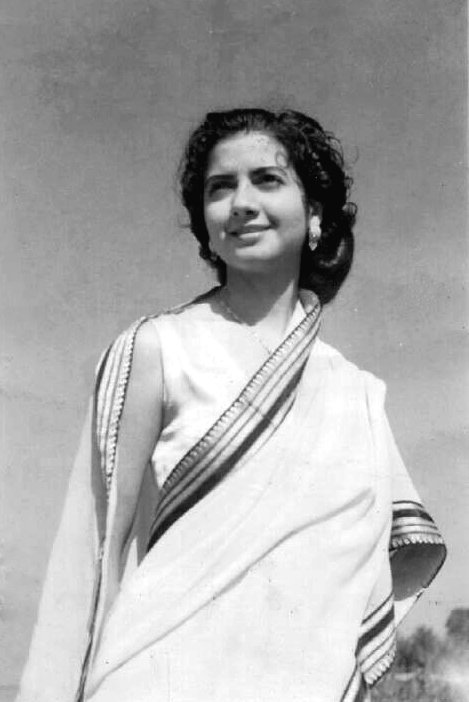
Zaib-un-Nissa Hamidullah.

En 1940, Zaib-un-Nissa épouse Khalifa Muhammad Hamidullah, membre d'une famille connue du Pendjab. Son père, Khalifa Mohammad Asadullah, est le responsable de la Bibliothèque Impériale de Calcutta. Contrairement à la majorité des mariages de l'époque, leur mariage n'est pas arrangé. Muhammad est le directeur de Bata pour le Pakistan et, après le mariage, Zaib-un-Nissa s'installe au Pendjab avec lui. Élevée dans une famille anglo-indienne, elle a d'abord des difficultés à s'adapter au mode de vie de la nombreuse famille de son époux. Ils auront deux enfants : Nilofar (en 1943) et Yasmine (en 1949).

## Carrière

### 1936–1943
En 1936, à l'âge de 15 ans, Zaib-un-Nissa publie son premier poème dans l'hebdomadaire Illustrated Weekly of India. Dès lors et jusqu'à l'indépendance en 1947, elle contribuera régulièrement au journal. Son premier recueil de poème, Indian Bouquet, parait en 1941, publié par la maison d'édition de son père. Le second, Lotus Leaves, parait en 1946. Les deux recueils ont pour thème la conscience sociale et la frustration en amour.

### 1944–1946
En 1945, Zaib-un-Nissa et son époux sont à Shimla, où se tient la Conférence de Shimla du 25 juin 1945. Elle y rencontre Fatima Jinnah qui lui organise une interview exclusive avec son frère, Muhammad Ali Jinnah, le chef de la ligue musulmane jusqu'à l'indépendance de 1947. Cette interview marque un tournant dans la carrière de la jeune femme et lui permet d'atteindre une reconnaissance nationale.

### 1947–1951
Après l'indépendance, Zaib-un-Nissa se lance dans le journalisme et se fait connaître grâce à sa chronique « À travers le regard d'une Femme » dans le quotidien Dawn Newspaper de Karachi. Mais après un certain temps, elle se rebelle contre le champ limité des sujets qui lui sont autorisés en tant que femme. Elle déclare que les femmes devraient avoir le droit de commenter n'importe quelle information, politique incluse. Le rédacteur en chef du quotidien, Altaf Husain, finit par lui en donner l'autorisation. Elle devient alors la première femme analyste politique du Pakistan.

### 1951–1956
En 1951, Zaib-un-Nissa quitte le quotidien après que le rédacteur en chef lui ait demandé de se concentrer sur des « sujets féminins ». Elle fonde alors un magazine mensuel féminin The Mirror dont elle devient rédacteur en chef et éditeur. Le magazine devient populaire et le gouvernement pakistanais l'inclut dans de nombreuses délégations de journalistes.
Elle fait partie des membres fondateurs de l'Association Pakistanaise des Travailleuses, du Club des Femmes d'affaires de Karachi dont elle est la première présidente et du Club International des Femmes de Karachi.
En 1955, elle fait partie d'une délégation de journalistes au Caire et devient la première femme à faire un discours à l'Université al-Azhar. L'année suivante, elle écrit un carnet de voyage Soixante Jours en Amérique à la suite de son voyage aux États-Unis,, durant lequel elle rencontre Marilyn Monroe, Jean Negulesco et participe à l'émission télévisée The Ed Sullivan Show.